# Palazzo Rovito
Palazzo Rovito è uno storico edificio nobiliare che si trova a Ugento in provincia di Lecce ed è attualmente sede della Biblioteca di Comunità.

## Storia
L'edificio è costituito da  corpi di fabbrica di epoche diverse: il nucleo originario, di impianto seicentesco, fu riedificato su parte del Palazzo di Raimondello Orsini del Balzo costruito tra la fine del ‘300 e gli inizi del ‘400, poi distrutto durante l'invasione turca del 1537. Nella seconda metà dell’Ottocento, divenuto proprietà della famiglia Rovito, il palazzo viene ampliato con l’aggiunta di nuove strutture, che gli conferiscono l’assetto attuale.

## Descrizione
L'edificio si sviluppa  intorno ad un piccolo chiostro quadrato centrale, con pavimentazione in basolato. La facciata principale è tripartita mediante cornici angolari in pietra leccese collegate con la zoccolatura di basamento e da due lesene al piano primo. Essa si articola su due distinti livelli, contraddistinti da una fascia marcapiano a rilievo su cui sporgono, a mensola, sia il balcone principale che quelli laterali.  L’edificio è coronato da un cornicione in pietra leccese opportunamente sagomato in armonia con le regole prospettiche e costruttive diffuse nell'architettura barocca.
La facciata prospiciente via Roma è caratterizzata, in maniera più che evidente, da diversi corpi strutturali relazionati tra loro da uno spazio scoperto al  primo piano, che si affaccia, internamente, sul chiostro quadrangolare.
Dal punto di vista architettonico le finiture superiori, caratterizzate dalla ripetizione di cornici in pietra leccese, risultano essere omogenee a differenza del pian terreno che presenta elementi di chiusura che testimoniano i diversi momenti di intervento. Per quanto concerne il prospetto su via Benedettine è da sottolineare una maggiore unità costruttiva con interventi differenziati soprattutto in riferimento a rifacimenti di omogeneizzazione. In armonia con le tipologie delle residenze nobiliari storiche, l'accesso presenta uno spazio coperto con volta a botte, comunicante con il chiostro scoperto su cui affacciano vari ambienti di servizio. Lo sviluppo su due livelli, seppur presente sin dall'origine del palazzo, risulta organizzato con diverse fasi costruttive: lo dimostra la presenza di un piano terrazze contraddistinto da diversi ed innumerevoli quote di copertura dei vari ambienti. I locali di rappresentanza, interni all’edificio, sono arricchiti da stucchi e soffitti affrescati.
Palazzo Rovito nel 2023 diventa sede del nuovo allestimento della Community Library di Ugento.